# Bona Mihaljević
Bona Mihaljević (1742. – 1788.), franjevac somborskog franjevačkog samostana, kroničar i hrvatski književnik 

## Životopis
Rođen 1742. godine. Izuzetno zaslužan za nastanak kronike franjevačkog samostana ali i grada Sombora za razdoblje od kraja 17. do kraja 18. stoljeća, koja je pisana na latinskom jeziku. Pred kraj boravka u Somboru napisao je spjev Kripost posli smerti xivi. Pivaoc somborski putujuchi pripiva. Sudeći po svojim posljednjim stihovima, spjev je nastao u razdoblju između srpnja 1786. godine, kada je carskom naredbom somborski franjevački samostan raspušten, i siječnja naredne godine, kada su i posljednji franjevci, među kojima je, prema popisu, bio i Mihaljević, bili iseljeni. Uzori su Razgovor ugodni naroda slovinskoga fra Andrije Kačića Miošića ali i mogući je uzor i povijesno-romantični ep Osman Ivana Gundulića. Mihaljevićev spjev je ispjevan ikavicom i izvornim onovremenim narodnim govorom bačkih Bunjevaca i Šokaca, a odnosi se, kao i Mihaljevićeva kronika, na prošlost Sombora od kraja 17. stoljeća, pa do vremena iseljenja franjevaca 1786./87.